# Polaris (Marvel Comics)
Polaris (nascida Lorna Sally Dane conhecida como Lorna Dane e às vezes como Magnética) é uma personagem de histórias em quadrinhos da Marvel Comics. É uma mutante capaz de controlar campos magnéticos e eletromagnéticos. Originalmente usava esses poderes principalmente para voar e mover objetos metálicos.

## Origem
Polaris foi criado por Stan Lee, Arnold Drake, Werner Roth, Jim Steranko e Don Heck e apareceu pela primeira vez em The X-Men # 49 (1968).
Ela é uma mutante, nascida de um caso entre sua mãe Susanna e Magneto. O marido de sua mãe, Arnold Dane soube deste caso e confrontou sua esposa enquanto ele estava voando com ela e Lorna em seu avião. Durante a discussão, Lorna ficou perturbada cujo desespero para fazer seus pais pararem de brigar causou uma manifestação precoce de suas habilidades magnéticas imensas, que causou um pulso magnético que destruiu o avião e matou seus pais, bem como dando-lhe ao seu cabelo a cor verde icônica. Lorna sobreviveu ao acidente e foi encontrada pelo seu verdadeiro pai Magneto, que havia sido atraído para o local pelo pulso magnético. Acreditando que ela não estava pronta para suas habilidades ou a vida que ele poderia lhe oferecer, ele pediu a Mestre Mental para usar seus poderes ilusórios para reescrever as memórias de Lorna sobre o acidente, fazendo ela acreditar que seus pais morreram em um acidente de avião quando ela era criança.

## História ficcional

### X-Men
Em sua primeira aparição em The X-Men 49( Out. de 1968) Lorna foi sequestrada por Mesmero, na época aliado de um falso Magneto (um andróide), teve seus poderes acionados por uma máquina dele e aliou-se aos vilões, pois achava ser filha de Magneto. Porém Lorna descobriu sobre sua adoção graças ao Homem-de-Gelo, que investigou seu passado, e a livrou do legado de ser filha de um terrorista (mais tarde ela descobriu que era mesmo filha de Magneto, em Uncanny X-Men 430)
Lorna estava em seu apartamento em Manhattan tentando aprender a usar seu poder quando foi sequestrada novamente, dessa vez pelos Sentinelas de Larry Trask. Quando o Homem de Gelo, que nutria um forte sentimento por Lorna, descobre que ela foi sequestrada, ele investiga o que houve e se deixa ser pego pelos Sentinelas sendo levado pro mesmo compartimento de Lorna. Foi lá que ela conheceu Destrutor que também tinha sido capturado. Ao serem resgatados pelos X-Men, Ela diz que não há mais lugar para ela a não ser ao lado dos X-Men.
Apesar do sentimento do Homem-de-Gelo por Lorna, o coração dela batia mais forte por Alex Summers, o Destrutor, com quem tem um relacionamento bem duradouro. Lorna se dá o nome de Magnetrix, mas depois de ser caçoada por Alex, ela volta atrás.
Quando a segunda formação de X-Men é criada Lorna sai da equipe para ter uma vida normal com Alex Summers em uma casa simples e isolada.
Quando Lorna foi manipulada por Eric Escarlate, adotou o nome de Polaris. Nome que mantém até hoje.
Após se recuperar, Polaris volta a sua vida tranquila com Alex, mas algumas vezes participava junto com seu namorado como reserva dos X-men—podemos destacar a vez que o casal, mais Banshee e Homem de Gelo, salvaram os X-men que foram capturados por Arcade.

### Carrascos/Ilha Muir
Caçada pelos Carrascos, Polaris teve seu corpo possuído por Malícia. 
Malícia usando o corpo de Polaris foi atacada por Arco Voltaico, Caçador de Escalpos e Dentes de Sabre porém Malícia derrotou os 3, e assim Malícia se tornou líder de campo da equipe.
O que a vilã não esperava é que ficaria presa permanentemente no corpo de Lorna.
Polaris foi capturada por Zaladane que queria roubar seu poderes, ao roubá-los foi se também o domínio de Malígna.
Zaladane era uma feiticeira da Terra Selvagem que diz ser sua irmã. Um estranho efeito colateral da perda de poderes de Polaris ficou ficar mais alta, forte e resistente.
Polaris foi com Banshee até a ilha Muir onde integrou uma improvisada equipe de x-men liderada por Moira Mactargert. Magneto mata Zaladane, portanto o poder de Polaris voltou para sua dona. Porém O Rei das Sombras controlava todos na Ilha Muir e Polaris estava entre eles.

### X-Factor
Quando todos foram libertados e o vilão destruído foi convidada pela Dra. Val. Cooper a integrar a nova formação dos X-Factor, que na verdade substituiria a antiga Força Federal. Polaris aceitou e atuou por longos anos ao lado de Fortão, Lupina, Homem-Múltiplo, seu irmão Mercúrio e seu amado Destrutor.
Quando Destrutor foi raptado e sofreu lavagem cerebral, retornando como líder de um grupo terrorista, Polaris terminou com ele mas permaneceu com o X-Factor.
O X-Factor terminou com a suposta morte de seu líder, Destrutor (já curado da lavagem cerebral), e todos os membros da equipe se afastaram. Polaris se isolou em um apartamento e acreditava que Destrutor estava vivo. Ela tinha duas evidências: a primeira, se Destrutor estivesse morto, o Monolíto Vivo retornaria, e o rubi do antigo uniforme de Destrutor (que controlava os poderes do mutante) brilhava; como o rubi só funcionava desta forma, por influência do poder do mutante. Destrutor estava realmente vivo, mas estava preso em outra dimensão.

### Os Doze
Polaris descobriu que fazia parte dos Doze. Ela e Magneto simbolizavam pólos magnéticos distintos. Porém, algo estranho aconteceu com os dois durante a saga. Magneto, que estava fraco e quase sem poderes, só podia acessar o campo magnético da Terra através de Polaris.

### Revelação
Com a derrota de Apocalipse, Polaris poderia finalmente retornar aos X-Men, mas preferiu ficar ao lado de Magneto e foi com ele para Genosha, já que Magneto era o Presidente. Polaris achava que podia controlar Magneto, afinal era ela que fornecia os poderes para ele. Ela queria evitar que Magneto travasse uma guerra contra a humanidade.
Mas Magneto conseguiu recuperar seus poderes. Como onde há fumaça há fogo, Lorna providenciou um exame de DNA, para confirmar de vez suas suspeitas, e descobriu que Magneto realmente é seu pai. Intrigada, Lorna também investiga sobre o acidente aéreo de seus supostos pais e descobre que tudo indicava ter sido um acidente provocado por Magneto (mais tarde foi revelado que Lorna causou o acidente aos seus pais).

### Desequilibrada
Com a destruição de Genosha, Lorna presenciou a morte de 16 milhões de mutantes pelo campo Magnético produzido pela morte deles, o que a deixou desequilibrada.
Lorna volta para os X-Men e tem um curto namoro com Homem-de-Gelo, que se sentia atraído desde que a conheceu. Mas, quando ela finalmente reencontra Destrutor (recém saido de um coma) o pediu em casamento, enciumando Homem de gelo. Mas, no dia do casamento às pressas, no momento de aceitá-la como esposa, Alex diz “não” pois estava envolvido com a enfermeira que cuidou dele. Lorna enlouquece, e tenta matar todos.

### Pós Dia M
Já um pouco recuperada de seus surtos psicóticos, foi uma dos muitos mutantes que perdeu os poderes. Lorna decidiu que deveria sair do Instituto e procurar pistas para recuperar seus poderes. Destrutor a seguiu. Em meio a muitos acontecimento, Lorna sumiu junto com a Rainha Leprosa e Alex voltou sem ela para o Instituto.
Num novo ataque de Apocalipse aos X-Men, Alex descobriu que não só Gambit e Solaris haviam se tornado cavaleiros do monstro. A Peste era, na verdade, Polaris, agora cheia de doenças terríveis e pronta para acabar com a humanidade.
No confronto final com Apocalipse, Polaris foi atingida e Alex a salvou. No hospital do Instituto, Alex viu que Polaris tinha ganhado seus poderes de volta. Lorna apenas tenta compreender as mudanças que apocalipse fez nos seus poderes e em seu corpo.

### Piratas Siderais
Por uma semana, Lorna foi perseguida por uma espécie de culto anti-Apocalipse existente no Egito até que Destrutor a encontra e a recoloca em uma nova equipe criada para resolver uma longa missão no espaço e lá volta a namorar Destrutor. A missão acaba mas com grandes consequências: Corsário é assassinado por Vulcano. Polaris, Destrutor e Rachel Grey entram nos Piratas Siderais para vingarem a morte de Corsario vagando pelo espaço atrás de Vulcano.

### Retorno ao X-factor
Ao retornar do espaço, Polaris e Destrutor se unem ao X-Factor o liderando depois da suposta morte de James Madrox (Homem-Múltiplo).
Foi nesse período que Lorna descobriu a verdadeira razão da morte de seus pais.
Alex e Lorna, finalmente tiveram uma conversa onde os dois resolveram se separar e serem bons amigos. Lorna continuou no X-factor enquanto Alex decidiu se juntar aos Vingadores.

### All New X-Factor (Novíssimo X-Factor)
Enquanto estava presa, Lorna recebeu a visita de Harrison Snow (CEO da Serval Indústrias) que ofereceu a ela a oportunidade de se juntar a sua nova equipe, o X-factor. Lorna concordou e começou a recrutar sua nova equipe, composta por Gambit, Mercúrio, Cifra, Perigo, Warlock, alguns membros com Georgia Dakei e Luna Maximoff foram apresentadas depois, pois são muito jovens para integrar o X-Factor.

## Poderes e habilidades
Poderes Mutantes:
Manipula energia magnética
– Gerando campos de força, levitando e manipulando materiais ferrosos.
– Absorve eletricidade para carregar seu campo eletromagnético.
Atualmente seus poderes foram alterados por Apocalipse
Outros Poderes:
Outros Poderes: Força e Invulnerabilidade
Esses poderes tinham como efeito colateral, deixar violentas as pessoas a sua volta.
Como a cavaleira do Apocalipse – Peste:
Absorver doenças, bactérias e vírus de diferentes tipos para criar uma doença mortal, a única cura era o antídoto de Apocalipse. Ela também parecia ser imune as doenças mortais.
Imortalidade: Pode viver para sempre, sem morrer
Atualmente recuperou seus poderes originais depois de ter se tornado a Cavaleira de Apocalipse
Equipamentos - Nos quadrinhos ela não possui. Na série televisiva The Gifted ela mostra que usa braceletes de metais e botas com peças metalizadas, assim ela conseguia manipular os dois, a fazendo voar.
Habilidades:
-Bloqueio psíquico leve  (ensinado por Xavier à seus principais alunos.)
-Combate Desarmado

## Características
- Desequilibrio mental
Características Físicas
Cabelo verde naturalmente, cacheados

## Em outras mídias
Em X-Men: Animated Series, Polaris aparece como integrante do X-Factor.
Polaris também aparece como filha de Magneto no presente e no futuro em Wolverine and the X-Men (série)
Em X-Men 2 (2003), o nome Lorna Dane aparece nos computadores do Departamento de Segurança Interna e Defesa.
Em X-Men: Days of Future Past (2014), uma irmã mais nova de Peter Maximoff / Mercúrio aparece e creditada como Polaris.
Polaris é um dos destaques da série de TV dos X-Men, The Gifted (2017), interpretada por Emma Dumont.